# Bandeira (distrito de Itatira)
Bandeira é um distrito do município de Itatira, no estado do Ceará.

## Formação Administrativa
Pela lei estadual nº 7180, de 16-03-1964, é criado o distrito de Bandeira e anexado ao município de Itatira.